# Point of presence
In informatica e telecomunicazioni il POP (Point of Presence) è un punto di accesso alla rete (router) lungo la rete di accesso, fornito da un Internet Service Provider (ISP), in grado di instradare il traffico agli utenti finali connessi ad esso (privati e piccole organizzazioni).

## Descrizione
I POP sono quindi dei computer specializzati utilizzati per aver accesso alla rete. Essi sono dei nodi di interfaccia, presenti sul territorio nazionale. I privati e le piccole organizzazioni usano un identico tipo di accesso, effettuato attraverso un modem e la linea telefonica commutata o attraverso connessioni digitali (ISDN e DSL).
Esistono POP nelle principali città e possono essere chiamati con il risultato di occupare la linea urbana per la durata della connessione. Le connessioni digitali DSL sono, invece, permanenti e si basano su un sistema simile a quello delle grandi organizzazioni.